# Cybaeodamus brescoviti
Espèce
Cybaeodamus brescoviti est une espèce d'araignées aranéomorphes de la famille des Zodariidae.

## Distribution
Cette espèce est endémique du Maranhão au Brésil,. Elle se rencontre dans le parc national des Lençóis Maranhenses.

## Description
Le mâle holotype 6,75 mm et la femelle paratype 6,08 mm, les mâles mesurent de 5,30 à 6,75 mm.

## Étymologie
Cette espèce est nommée en l'honneur d'Antonio Domingos Brescovit.

## Publication originale
- Lise, Ott & Rodrigues, 2009 : On the Neotropical genus Cybaeodamus (Araneae, Zodariidae, Storeninae). Iheringia (Zoologia), vol. 99, no 3, p. 259-272 (texte intégral).